# Блохіна Ірина Олегівна
Іри́на Оле́гівна Блохіна́ (сценічне ім'я на Заході Ireesha; р.15 січня 1983, Київ) —  українська акторка, музикантка, хореографка, ведуча телепередачі «Великий футбол» (2012). Авторка слів і виконавиця гімну Євро-2012 «З'єднаємо Весь Світ». Директорка школи Дерюгіних. Віцепрезидентка української гімнастичної федерації. Художня гімнастка, тренерка національної олімпійської команди. Сприяє популяризації спорту, запровадила Gala як основну частинку у програмі олімпійських змагань.

## Біографія
Народилася 15 січня 1983 року в Києві, в родині знаменитого радянського футболіста Олега Блохіна та чемпіонки світу з художньої гімнастики Ірини Дерюгіної. З раннього дитинства займалася кількома видами спорту.
У 1990 році переїхала до Афін, Греція, з батьком, коли він став тренером відомого грецького футбольного клубу Олімпіакос. Навчалась у коледжі Св. Лоуренс.
У 1998 році почала постановку хореографії Гала для збірної України.
У 1999 році виграла стипендію на музичному конкурсі «Guitar Center» (Sunset Blvd). Кілька років провела в США, закінчила школу акторської майстерності «Los Angeles College of Music» у Лос-Анджелесі, в якій навчалась чотири роки. У 2005 році дебютувала в Голлівуді, згодом зіграла у кількох епізодах артхаузного кіно, художньому фільмі з Адамом Сендлером «Клік: З пультом по життю» та у фільмах «Two and a half men», «Thank you».
У 2003 році перша хореографія "Мулен Руж" з Анною Бессоновою, Наталією Годунко та Тамарою Єрофєєвою була виконана на чемпіонаті світу у Будапешті. GALA вперше з'явилась в програмі змагань і згодом стала обов'язковою. Блохіна займається постановкою шоу Кубка Дерюгіних понад 20 років.
У 2011 році вона повернулася до Києва і стала офіційною тренеркою Національної олімпійської команди України з художньої гімнастики, а також тренеркою знаменитої школи Дерюгіних. Дебютувала як тренерка на Чемпіонаті світу 2011 року в Монпельє, Франція.
У 2012 році стала авторкрю слів і виконавицею гімну Євро-2012. Працювала ведучою телепередачі «Великий футбол» на телеканалі «Україна». Останні кілька років займається джазом та клубною музикою.
У 2013 році стала тренеркою Ганни Різатдінової, яка виграла золоту медаль на чемпіонаті світу з художньої гімнастики 2013 року. 

## Музичні альбоми
- «Ножиці» (продюсер Рибчинський Юрій Євгенович)
- «Я залишаюся»
- «We Make This World GO!», «Tochka.Love»[11], «З'єднаємо весь світ»[12], «Our Time to shine»